# Richard Zambrano
Luis Richard Zambrano Chávez (Laja, Chile, 20 de mayo de 1967) es un exfutbolista chileno que jugaba como delantero.

## Trayectoria
Oriundo de Laja, comenzó su carrera el año 1984 defendiendo los colores de Deportes Laja, en donde se coronó como campeón del Apertura de Tercera División en 1985. Al año siguiente, fue contratado por Fernández Vial de la Primera División. En su primera paso por el cuadro del Almirante, estuvo cuatro temporadas. Sus destacadas campañas despertaron el interés de Unión Española, quien lo ficho con vistas a la temporada 1990.En el cuadro hispano, estuvo por una temporada y media, hasta mediados de 1991, cuando firmó con el St. Gallen suizo como el sucesor de Iván Zamorano. 
Su comienzo en el club fue prometedor, pero fue seguido de inconsistencias. Bajo el mando de Kurt Jara muchas veces fue suplente o no era citado, pero con el nuevo entrenador Heinz Bigler el delantero realizó buenas actuaciones. Luego de una última parte del campeonato 1991-92 floja para todo el club, el chileno dejó el equipo, y tras una fallida transferencia al América mexicano, regresó a Unión Española.
El primer semestre de 1993 jugó en Universidad de Chile, para el segundo semestre firmar por el Santos Laguna de México, donde compartió con sus compatriotas Lizardo Garrido y Rubén Martínez. Tras no contar para el entrenador chileno Pedro García, en 1994 fue cedido al América de Cali. De regreso en México, firmó para el Celaya, donde compartió la delantera con Emilio Butragueño.
En 1997 regresó a su país natal, para defender los colores de Colo-Colo, donde se mantuvo por una temporada y media, y se coronó como campeón del Torneo de Clausura de 1997.A mediados de 1998, dejó el club debido a los problemas económicos que habían comenzado en el equipo albo, siendo fichado por Pumas de la UNAM, donde estuvo meses sin jugar debido a una inhibición para vender jugadores del equipo albo por una deuda entre estos y Club Necaxa. El año 2000 regresó a Chile, para defender los colores de Audax Italiano,para en 2001 trasladarse a Venezuela para jugar por el Deportivo Italchacao. Luego de pasos por Deportes Puerto Montt, Coquimbo Unido y un segundo paso por Fernández Vial, se retiró del fútbol el año 2006 a los 39 años.
El año 2012, Zambrano fue formalizado por un caso de receptación de especies, al encontrarse más de 100 puertas en un complejo deportivo de su propiedad en la ciudad de Los Ángeles.

## Selección nacional
Fue internacional en 8 partidos de la Selección de fútbol de Chile. Formó parte del plantel que jugó la Copa América 1993 en Ecuador, copa donde le hizo dos goles a Brasil, en el partido que terminó en victoria de Chile por 3:2.

### Participaciones en Copa América
| Torneo            | Sede    | Resultado    |
| ----------------- | ------- | ------------ |
| Copa América 1993 | Ecuador | Primera Fase |

### Partidos internacionales
| 1     | 8 de noviembre de 1990 | Estadio Estadual Jornalista Edgar Augusto Proença, Belém, Brasil | Brasil     | 0-0 | Chile    |                   |  | Arturo Salah | Copa Expedito Teixeira |
| 2     | 31 de marzo de 1993    | Estadio Carlos Dittborn, Arica, Chile                            | Chile      | 2-1 | Bolivia  |                   |  | Arturo Salah | Amistoso               |
| 3     | 30 de mayo de 1993     | Estadio Nacional, Santiago, Chile                                | Chile      | 1-1 | Colombia |                   |  | Arturo Salah | Amistoso               |
| 4     | 6 de junio de 1993     | Estadio Nemesio Camacho El Campín, Bogotá, Colombia              | Colombia   | 1-0 | Chile    |                   |  | Arturo Salah | Amistoso               |
| 5     | 9 de junio de 1993     | Estadio Olímpico Atahualpa, Quito, Ecuador                       | Ecuador    | 1-2 | Chile    |                   |  | Arturo Salah | Amistoso               |
| 6     | 13 de junio de 1993    | Estadio Hernando Siles, La Paz, Bolivia                          | Bolivia    | 1-3 | Chile    |                   |  | Arturo Salah | Amistoso               |
| 7     | 21 de junio de 1993    | Estadio Alejandro Serrano Aguilar, Cuenca, Ecuador               | Brasil     | 2-3 | Chile    | Anotado · Anotado |  | Arturo Salah | Copa América 1993      |
| 8     | 24 de junio de 1993    | Estadio Alejandro Serrano Aguilar, Cuenca, Ecuador               | Chile      | 0-1 | Perú     |                   |  | Arturo Salah | Copa América 1993      |
| Total | Total                  | Total                                                            | Presencias | 8   | Goles    | 2                 |  |              |                        |

| Selección chilena | Selección chilena | Selección chilena |
| Año               | Partidos          | Goles             |
| ----------------- | ----------------- | ----------------- |
| 1990              | 1                 | 0                 |
| 1993              | 7                 | 2                 |
| Total             | 8                 | 2                 |

## Clubes
| Club                      | País      | Año       |
| ------------------------- | --------- | --------- |
| Deportes Laja             | Chile     | 1984-1985 |
| Fernández Vial            | Chile     | 1986-1989 |
| Unión Española            | Chile     | 1990-1991 |
| St. Gallen                | Suiza     | 1991-1992 |
| Unión Española            | Chile     | 1992      |
| Universidad de Chile      | Chile     | 1993      |
| Santos Laguna             | México    | 1993-1995 |
| → Deportivo Cali (cedido) | Colombia  | 1994      |
| Celaya                    | México    | 1995-1996 |
| Colo-Colo                 | Chile     | 1997-1998 |
| Pumas de la UNAM          | México    | 1998-2000 |
| Audax Italiano            | Chile     | 2000      |
| Deportivo Italchacao      | Venezuela | 2001      |
| Deportes Puerto Montt     | Chile     | 2001      |
| Coquimbo Unido            | Chile     | 2002      |
| Fernández Vial            | Chile     | 2003-2005 |

## Palmarés
| Título           | Club          | País  | Año           |
| ---------------- | ------------- | ----- | ------------- |
| Tercera División | Deportes Laja | Chile | 1985-A        |
| Primera División | Colo-Colo     | Chile | Clausura 1997 |